# Workflow-Management
Workflow-Management (WflM, deutsch Arbeitsablaufverwaltung) ist die informationstechnische Unterstützung oder (teilweise) Automatisierung von Arbeitsabläufen (englisch workflows), die sich jeweils auf Teile eines Geschäftsprozesses oder andere organisatorische Vorgänge beziehen. WflM ist eine Ausprägung der Computer Supported Cooperative Work (CSCW). Aufgabe des Workflow-Managements ist es, auf Basis einer Spezifikation, für die Ausführung von Arbeitsabläufen mithilfe von IT-Systemen zu sorgen. Das Workflow-Management ist eine Möglichkeit, Geschäftsprozessmanagement technologisch zu unterstützen.

## Begriffsbestimmungen und nähere begriffliche Eingrenzungen

### Zum Vorverständnis des Workflow-Managements: Kette aus Bedingungen und Aktionen
Bei jedem Dienst oder jeder Verrichtung werden vor jeder Aktion (englisch transitions) zuerst Bedingungen (englisch places) erkannt und erfüllt. Daher sind Workflows anders als Netzpläne in der Regel als bipartiter Graph (Petri-Netz nach der internationalen Norm ISO 15909 der ISO) modelliert, in dem beide Elemente sequentiell verkettet werden.
Eine Bedingung ist das, was zu einer Aktion veranlasst und diese einleitet oder auch begleitet.
Eine Verrichtung bildet die kleinste Ausführungseinheit in einem Arbeitsablauf. Dieser Aktion sind typischerweise eine Tätigkeit, ausführende Ressourcen (Personen, Maschinen), zu benutzende Ressourcen (Werkzeuge, anderweitige Betriebsmittel) und zeitliche Abhängigkeiten (Reihenfolgen, Ausführungsdauern, Gleichzeitigkeiten und Nebenläufigkeiten usw.) zugeordnet.

### Vom Workflow zum Workflow-Management
Ein Workflow ist ein Arbeitsablauf (alternativ Geschäftsvorfall oder allgemein Vorgang), der aus einzelnen Aktivitäten aufgebaut ist, welche sich auf Teile eines Geschäftsprozesses oder andere organisatorische Vorgänge beziehen.
Der Arbeitsablauf beschreibt dabei die operationell-technische Sicht auf die zu unterstützenden (Geschäfts-)Prozesse. Idealerweise erfolgt diese Beschreibung so exakt, dass die folgende Aktivität durch den Ausgang der jeweils vorangehenden determiniert ist. Die einzelnen Aktivitäten stehen demnach in Abhängigkeit zueinander. Ein Workflow hat einen definierten Anfang, einen organisierten Ablauf und ein definiertes Ende. Der Workflow ist dabei der Teil des Geschäftsprozesses, der IT-gestützt durchgeführt werden kann.
Workflows zeichnen sich durch einen koordinativen Charakter aus im Gegensatz zu kooperativen Systemen, in denen mehr das synchrone Zusammenarbeiten gefördert wird. Ein Workflow wird typischerweise durch die Sequentialisierung und Parallelisierung der Arbeitsschritte erreicht. Synchrone Aktivitäten laufen strikt getrennt ab.
Sämtliche Aufgaben, die bei der Modellierung, Spezifikation, Simulation sowie bei der Ausführung und Steuerung der Workflows erfüllt werden müssen, sind Gegenstand des Workflow-Managements.

### Workflow-Management-Systeme als Arbeitswerkzeuge
Ein Workflow-Management-System (WfMS) dient der aktiven Steuerung arbeitsteiliger Prozesse. Eine Workflow-Management-Anwendung ist eine implementierte Lösung zur Steuerung von Workflows auf der Basis eines Workflow-Management-Systems.
Workflow Management-Systeme unterstützen strukturierte Aufgaben und Prozesse. Davon abzugrenzen ist die Groupware, die die Unterstützung für eher unstrukturierte Prozesse leistet.

## Ziele
Mit der Einführung von Workflow-Management werden allgemein folgende Ziele verfolgt:
- die Qualität der zu unterstützenden (Geschäfts-)Prozesse soll verbessert werden,
- (Geschäfts-)Prozesse sollen vereinheitlicht werden,
- die Bearbeitungszeiten und damit die Kosten sollen reduziert werden,
- die Informationsverfügbarkeit soll erhöht werden,
- Medienbrüche sollen vermieden werden und
- die Flexibilität der (Geschäfts-)Prozesse soll erhöht werden.
- Erhöhung der Transparenz der (Geschäfts-)Prozesse (Statusermittlung, Dokumentation von Entscheidungen)

## Kritik und Probleme
Einfache Implementierungen übersehen, dass die besondere Leistung menschlicher Arbeit den Umgang mit Ausnahmen einschließt. Wenn Geschäftsprozesse in einen starren Rahmen eines allzu schlichten Workflow-Managements gebunden werden, wird dies zu folgenden Problemen führen:
- Eine starre Vorgabe ist ungeeignet, um einen tatsächlichen Fluss der Arbeit zu bewirken. Auf seltene oder nicht vorgesehene Ereignisse wird gar nicht oder nur unzureichend oder verzögert reagiert.
- Durch die sich ständig ändernde Geschäftswelt entsteht zwischen Workflow-Typmodell und der Realität in Einzelfall (Instanz des Modelltyps) ein permanenter Schlupf.
- Mitarbeiter verlieren ihre Motivation mangels Eigenverantwortung, wenn sie sich nur an einen vorgegebenen Workflow halten sollen, was in der Realität unter Störungen oder Beschränkungen nicht möglich ist. Das endet in der Regel im Dienst nach Vorschrift.
- Wenn Abweichungen vom vorgeschriebenen Handlungsstrang im Einzelfall sanktioniert werden sollen, anstatt das zugrunde liegende Modell in Frage zu stellen, hat die Leitungsinstanz keine praktische Erfahrung.
- Bestehende informelle Teams werden (gewollt) gestört und brechen auseinander.
- Durch ein übliches Monitoring ohne Anonymisierung lassen sich Fehler einem bestimmten Mitarbeiter zuordnen. Daraus folgt die Tendenz bei den Beteiligten, sich möglichst gut abzusichern und "den schwarzen Peter" anderen zuzuschieben. Das Zuordnen von Fehlern zu Teams ist dagegen legitim.
- Wenn das Management Mitarbeiter lediglich als austauschbare Ressourcen zur Erfüllung des Mengenziels betrachtet, wird die wichtige Beziehung zwischen Leitungsinstanz und Mitarbeitern empfindlich gestört.
- Wenn die Leitungsinstanz Mengenvorgaben macht, die nicht objektiv erfüllt werden können, werden die Mitarbeiter ihre Kompetenz nicht vollständig einbringen.
- Kreativität und Ideen zur Verbesserung der Prozesse werden durch einen vorgegebenen Rahmen, ohne Rückmeldungen aufzunehmen, nicht gefördert.
- Die kompetenten Leistungsträger unter den Mitarbeitern fühlen sich durch schlichte Modelle gegängelt. Den Vorarbeitern fehlt die Kompetenz derer, welche die Modelle erstellt haben, und können selbst nicht mit Ausnahmesituationen umgehen.

## Workflow Management in der Praxis
Es gibt eigenständige Workflow Management Systeme, Workflow Management ist aber oftmals auch in andere Unternehmenssoftware eingebunden. Dazu zählen zum Beispiel ERP Lösungen oder Projektmanagement-Software.